# Lutas nos Jogos Olímpicos de Verão de 1968
As lutas nos Jogos Olímpicos de Verão de 1968 foram realizadas na Cidade do México, com dezesseis eventos disputados, sendo oito categorias de luta greco-romana e oito categorias de luta livre.

## Eventos da luta
Luta livre: até 52 kg | 52-57 kg | 57-63 kg | 63-70 kg | 70-78 kg | 78-87 kg | 87-97 kg | +97 kg 

Luta greco-romana: até 52 kg | 52-57 kg | 57-63 kg | 63-70 kg | 70-78 kg | 78-87 kg | 87-97 kg | +97 kg

## Luta livre

### Luta livre - até 52 kg
| Pos. | País                 | Atletas             |
| ---- | -------------------- | ------------------- |
|      | Japão (JPN)          | Shigeo Nakata       |
|      | Estados Unidos (USA) | Richard Sanders     |
|      | Mongólia (MGL)       | Surenjav Sukhbaatar |

### Luta livre - 52-57 kg
| Pos. | País                 | Atletas          |
| ---- | -------------------- | ---------------- |
|      | Japão (JPN)          | Yojiro Uetake    |
|      | Estados Unidos (USA) | Donald Behm      |
|      | Irã (IRI)            | Abutaleb Gorgori |

### Luta livre - 57-63 kg
| Pos. | País           | Atletas                  |
| ---- | -------------- | ------------------------ |
|      | Japão (JPN)    | Masaaki Kaneko           |
|      | Bulgária (BUL) | Enyu Todorov             |
|      | Irã (IRI)      | Shamseddin Seyed-Abbassi |

### Luta livre - 63-70 kg
| Pos. | País           | Atletas               |
| ---- | -------------- | --------------------- |
|      | Irã (IRI)      | Abdollah Movahed      |
|      | Bulgária (BUL) | Enyu Valchev          |
|      | Mongólia (MGL) | Sereeter Danzandarjaa |

### Luta livre - 70-78 kg
| Pos. | País           | Atletas          |
| ---- | -------------- | ---------------- |
|      | Turquia (TUR)  | Mahmut Atalay    |
|      | França (FRA)   | Daniel Robin     |
|      | Mongólia (MGL) | Dagvasuren Purev |

### Luta livre - 78-87 kg
| Pos. | País                  | Atletas         |
| ---- | --------------------- | --------------- |
|      | União Soviética (URS) | Boris Gurevich  |
|      | Mongólia (MGL)        | Munkbat Jigjid  |
|      | Bulgária (BUL)        | Prodan Gardzhev |

### Luta livre - 87-97 kg
| Pos. | País                  | Atletas        |
| ---- | --------------------- | -------------- |
|      | Turquia (TUR)         | Ahmet Ayik     |
|      | União Soviética (URS) | Shota Lomidze  |
|      | Hungria (HUN)         | József Csatári |

### Luta livre - +97 kg
| Pos. | País                     | Atletas           |
| ---- | ------------------------ | ----------------- |
|      | União Soviética (URS)    | Alexander Medved  |
|      | Bulgária (BUL)           | Osman Duraliev    |
|      | Alemanha Ocidental (FRG) | Wilfried Dietrich |

## Luta greco-romana

### Luta greco-romana - até 52 kg
| Pos. | País                  | Atletas          |
| ---- | --------------------- | ---------------- |
|      | Bulgária (BUL)        | Petar Kirov      |
|      | União Soviética (URS) | Vladimir Bakulin |
|      | Checoslováquia (TCH)  | Miroslav Zeman   |

### Luta greco-romana - 52-57 kg
| Pos. | País                  | Atletas        |
| ---- | --------------------- | -------------- |
|      | Hungria (HUN)         | János Varga    |
|      | Romênia (ROM)         | Ion Baciu      |
|      | União Soviética (URS) | Ivan Kochergin |

### Luta greco-romana - 57-63 kg
| Pos. | País                  | Atletas        |
| ---- | --------------------- | -------------- |
|      | União Soviética (URS) | Roman Rurua    |
|      | Japão (JPN)           | Hideo Fujimoto |
|      | Romênia (ROM)         | Simion Popescu |

### Luta greco-romana - 63-70 kg
| Pos. | País             | Atletas              |
| ---- | ---------------- | -------------------- |
|      | Japão (JPN)      | Muneji Munemura      |
|      | Iugoslávia (YUG) | Stevan Harvat        |
|      | Grécia (GRE)     | Petros Galaktopoulos |

### Luta greco-romana - 70-78 kg
| Pos. | País                    | Atletas       |
| ---- | ----------------------- | ------------- |
|      | Alemanha Oriental (GDR) | Rudolf Vesper |
|      | França (FRA)            | Daniel Robin  |
|      | Hungria (HUN)           | Károly Bajkó  |

### Luta greco-romana - 78-87 kg
| Pos. | País                    | Atletas         |
| ---- | ----------------------- | --------------- |
|      | Alemanha Oriental (GDR) | Lothar Metz     |
|      | União Soviética (URS)   | Valentin Olenik |
|      | Iugoslávia (YUG)        | Branislav Simić |

### Luta greco-romana - 87-97 kg
| Pos. | País                  | Atletas            |
| ---- | --------------------- | ------------------ |
|      | Bulgária (BUL)        | Boyan Radev        |
|      | União Soviética (URS) | Nikolai Yakovenko  |
|      | Romênia (ROM)         | Nicolae Martinescu |

### Luta greco-romana - +97 kg
| Pos. | País                  | Atletas          |
| ---- | --------------------- | ---------------- |
|      | Hungria (HUN)         | István Kozma     |
|      | União Soviética (URS) | Anatoly Roshchin |
|      | Checoslováquia (TCH)  | Petr Kment       |

## Quadro de medalhas da luta
| Ordem | País                   | Medalha de ouro | Medalha de prata | Medalha de bronze | Total |
| ----- | ---------------------- | --------------- | ---------------- | ----------------- | ----- |
| 1     | JPN Japão              | 4               | 1                | 0                 | 5     |
| 2     | URS União Soviética    | 3               | 5                | 1                 | 9     |
| 3     | BUL Bulgária           | 2               | 3                | 1                 | 6     |
| 4     | GDR Alemanha Oriental  | 2               | 0                | 0                 | 2     |
| 4     | HUN Hungria            | 2               | 0                | 0                 | 2     |
| 4     | TUR Turquia            | 2               | 0                | 0                 | 2     |
| 7     | IRI Irã                | 1               | 0                | 2                 | 3     |
| 8     | USA Estados Unidos     | 0               | 2                | 0                 | 2     |
| 8     | FRA França             | 0               | 2                | 0                 | 2     |
| 10    | MGL Mongólia           | 0               | 1                | 3                 | 4     |
| 11    | ROM Romênia            | 0               | 1                | 2                 | 3     |
| 12    | YUG Iugoslávia         | 0               | 1                | 1                 | 2     |
| 13    | TCH Checoslováquia     | 0               | 0                | 2                 | 2     |
| 14    | FRG Alemanha Ocidental | 0               | 0                | 1                 | 1     |
| 14    | GRE Grécia             | 0               | 0                | 1                 | 1     |